# Гаплогруппа U5a1 (мтДНК)
Гаплогруппа U5a1 — гаплогруппа митохондриальной ДНК человека.

## Субклады
- U5a1-a T16192C!
- U5a1b A9667G
- U5a1c C16320T
- U5a1d T3027C
- U5a1e A3564G . T8610C
- U5a1f G6023A
- U5a1h C150T . G1303A . C3192T +6
- U5a1i C4796T . A14893G . T14971C
- U5a1j A3198G . A4745T . G8994A
- U5a1k T2226TA
- U5a1l G13889A
- U5a1m A14145G
- U5a1n A8374G

## Происхождение
Митохондриальная гаплогруппа U5a1 происходит от родительской U5a, по расчётам компании YFull это произошло около 15 000 лет назад. В период бронзового века распространяется из региона Восточной Европы в сторону Центральной и Средней Азии. Была широко представлена в культурах Андроновской, Шнуровой керамики, Ямной.

## Распространение
Наибольшее разнообразие данной группы представлено в Европе. Однако с наибольшей частотой встречается среди народов Центральной Европы, Скандинавии и Северной Америки.
Кавказ
- карачаевцы — 7.3%, балкарцы — 2.1%, чегемцы — 3.3%, холамцы — 3.6%, безенгиевцы — 2.6%, малкарцы — 1.6%.[1]

## Палеогенетика

### Мезолит
| Образец | География    | Дата, BP  | Пол | mtDNA | Y |
| ------- | ------------ | --------- | --- | ----- | - |
| Hum1    | Сёгне        | 9452–9275 | XX  | U5a1  |   |
| SF11    | Стура-Карлсё | 9023–8760 | XY  | U5a1  | * |

### Бронзовый век
| Образец | Культура     | География            | Дата, BCE | Пол | mtDNA | Y-hg           |
| ------- | ------------ | -------------------- | --------- | --- | ----- | -------------- |
| I0071   | Минойская    | Ласитион, Крит       | 2000–1700 | Ж   | U5a1  |                |
| I9123   | Микенская    | Армени, Крит         | 1370–1340 | Ж   | U5a1  |                |
| I0115   | Унетицкая    | Эсперштедт, Германия | 1931–1780 | Ж   | U5a1  |                |
| HAN002  | Фатьяновская | Москва, Россия       | 2859–2495 | М   | U5a1  | R1a1a1b2 (Z93) |
| NIK002  | Фатьяновская | Ярославль, Россия    | 2865–2500 | М   | U5a1  | R1a1a1b (Z645) |
| NIK007  | Фатьяновская | Ярославль, Россия    | 2862–2466 | Ж   | U5a1  |                |

Андроновская культура
- S16 / Bronze 10 — царский курган — Усть-Абаканский район, Хакасия — 1800–1400 BC — M — R1a1 (M459) : U5a1.[2]

U5a1a1 определили у двух девочек из Лчашена в Армении (1616—1503 лет до н. э.).
Карасукская культура
- S18 / Karasuk 2 — курган 4, м. 1 — Усть-Абаканский район, Хакасия — 1400–800 BC — Ж — U5a1.[2]

U5a1b1 определили у мальчика из двойного захоронения в селе Чулице в окрестностях Кракова (395—418 гг., Y-хромосомная гаплогруппа N).

## Публикации
- Keyser, C., Bouakaze, C., Crubézy, E.; et al. (2009-05-16). Ancient DNA provides new insights into the history of south Siberian Kurgan people. Human Genetics. 126 (3): 395–410. doi:10.1007/s00439-009-0683-0. PMID 19449030. {{cite journal}}: Явное указание et al. в: |author= (справка)Википедия:Обслуживание CS1 (множественные имена: authors list) (ссылка)
- Genetic origins of the Minoans and Mycenaeans. Nature. 548: 214–218. 2017-08-10.
- Günther T, Malmström H, Svensson EM, Omrak A, Sánchez-Quinto F, Kılınç GM, et al. Population genomics of Mesolithic Scandinavia: Investigating early postglacial migration routes and high-latitude adaptation. PLOS Biology (9 января 2018). Архивировано 17 июля 2017 года.
- Джаубермезов М. А., Екомасова Н. В., Рейдла М., Литвинов С. С., Габидуллина Л. Р., Виллемс Р., Хуснутдинова Э. К. Генетическая характеристика балкарцев и карачаевцев по данным об изменчивости митохондриальной ДНК // Генетика. — 2019. — Т. 55, № 1. — С. 110—120.
- Genetic ancestry changes in Stone to Bronze Age transition in the East European plain (3 июля 2020).